# Faderskapsundersökning
Faderskapsundersökning är beteckningen på den analys och jämförelse av blodet på å ena sidan mor och barn och å andra sidan en man, i avsikt att utesluta eller fastställa hans faderskap.
Analysen bygger på det förhållandevis enkla faktum att barnet har ärvt sina egenskaper från båda föräldrarna. Har barnet då egenskaper som inte modern har så kommer de från fadern. En man som saknar dessa anlag kan inte vara far. Har mannen dessa anlag är sannolikheten stor att han är far.
Sedan DNA-tekniken började nyttjas 1991 har precisionen i analysen ökat avsevärt och 9 999 felaktigt utpekade män av 10 000 kan uteslutas.. En vanlig metod är mikrosatellitanalys.

## Historik

### Antropologiska undersökningar
Före upptäckten av blodgrupper litade man på mätningar och fotografering av kropp och huvud och av röntgenfotografering av händer, fötter och skalle. Morfologiska detaljer som undersöktes var ansiktes och näsans form, öronmusslornas, munnens och hakans utseende. Även bröstvårtornas och vårtgårdarnas utseende jämfördes. I undersökningen ingick undersökarens subjektiva intryck.

### Blodundersökningar
De första blodundersökningarna genomfördes på 1920-talet.
Dessa byggde på kunskapen om blodgrupperna A, B, 0 och AB. I början kunde endast en av sex utpekade män uteslutas. Under mitten av 1930-talet kunde man genom analys av undergrupper utesluta en av tre påstådda fäder.
Efter hand upptäcktes fler så kallade blodgruppsmarkörer och i mitten på 1950-talet upptäcktes att blodets äggviteämnen var ärftligt betingade. Först omkring 1990 genom DNA-tekniken har undersökningarna uppnått hög precision.